# Dasyfidonia macdunnoughi
Dasyfidonia macdunnoughi är en fjärilsart som beskrevs av Guedet 1935. Dasyfidonia macdunnoughi ingår i släktet Dasyfidonia och familjen mätare. Inga underarter finns listade i Catalogue of Life.